# روبرت إي. وود
روبرت إي. وود (بالإنجليزية: Robert E. Wood)‏ هو ضابط أمريكي، ولد في 13 يونيو 1879 في كانساس سيتي في الولايات المتحدة، وتوفي في 6 نوفمبر 1969 في ليك فورست في الولايات المتحدة.

## وصلات خارجية
- روبرت إي. وود على موقع الموسوعة البريطانية (الإنجليزية)
- روبرت إي. وود على موقع إن إن دي بي (الإنجليزية)